# Надточий, Эдуард Вадимович
Эдуа́рд Вади́мович Надто́чий (р. 1962) — российский и швейцарский философ, блогер. В 2012 году «Русский журнал» характеризовал Эдуарда Надточего как «одного из самых известных блогеров-философов российского рунета».

## Биография
Эдуард Вадимович Надточий родился в 1962 году в украинско-еврейской семье.
В 1984 году окончил философский факультет Ростовского государственного университета. В 1989 году окончил аспирантуру Института философии АН СССР. Был докторантом секции славистики Faculte des Lettres Лозаннского университета.
Печатался в журналах «Логос», «Юность», «Даугава», «Социологические исследования», в газете «Exlibris».
Живёт в Лозанне (Швейцария), преподаватель отделения славистики Лозаннского университета.

### Отдельные публикации
- Надточий Эдуард. Путями Авеля // Логос. — 2002. — № 3—4 (34).
- Надточий Эдуард. Развивая Тамерлана // Отечественные записки. — 2002. — № 6.
- Надточий Эдуард. Левое между империей и государством (к постановке проблемы) // Полит.ру. — 9 ноября 2004 года.
- Надточий Эдуард. На смерть Робинзона Крузо // Социологическое обозрение. — 2009. — Т. 8, № 1.
- Надточий Эдуард. Миф Карла Шмитта // Социологическое обозрение. — 2009. — Т. 8, № 2. — С. 28-40.